# Tímea Kiss
Tímea Kiss (* 19. Januar 1973 in Budapest) ist eine ehemalige ungarische Bogenschützin.

## Karriere
Tímea Kiss gewann 1992 bei den Europameisterschaften in Valletta Mannschaftsbronze und nahm an den Olympischen Spielen in Barcelona teil. Im Einzelwettbewerb belegte Kiss den 35. Platz. Mit Marina Szendey und Judit Kovács wurde sie im Mannschaftswettbewerb Vierzehnte. Bei den Olympischen Spielen 1996 in Atlanta trat Kiss lediglich im Einzelwettbewerb an. Dort belegte sie Rang 51.